# 夜の顔
『芸能人密着モキュメンタリー 夜の顔』（げいのうじんみっちゃくモキュメンタリー よるのかお）は、フジテレビと一部の系列局で不定期に放送されている単発特別番組である。

## 概要
モック（Mock=擬似）とドキュメンタリーを合わせた造語であるモキュメンタリーと呼ばれる、フィクションをドキュメンタリー映像のように見せかけて演出する表現方法を題材にした番組。
2022年9月7日・14日の2週にわたり、同局系列の水曜NEXT!枠内で放送され好評を博したことから、2023年1月2日に正月スペシャルとして第2弾が放送された。

## 放送リスト

### 2022年
| 放送日 （フジテレビ） | サブタイトル               | 出演                           | 備考                      |
| --------------------- | -------------------------- | ------------------------------ | ------------------------- |
| 9月7日                | おぎやはぎ小木と不良キッズ | 小木博明（おぎやはぎ）         | 「水曜NEXT!」内での放送。 |
| 9月14日               | 野村周平・最期の10日間     | 野村周平、三上丈晴、富田健太郎 | 「水曜NEXT!」内での放送。 |

### 2023年
| 放送日 （フジテレビ） | サブタイトル         | 出演                 | 備考           |
| --------------------- | -------------------- | -------------------- | -------------- |
| 1月2日                | 松本まりか＆小籔千豊 | 松本まりか、小籔千豊 | 初の単発放送。 |

## ネット局

### 2023年現在
2023年1月2日放送時点でのネット局であり、水曜NEXT!枠内での放送を含め、いずれのネット局も編成の都合により番組の一部が放送されない場合やネットしない場合がある。
| 関東広域圏 | フジテレビ（CX）    | フジテレビ系列 | 月曜 23:50 - 翌0:50（火曜深夜） | 2023年1月2日 | 【制作局】 | 【制作局】 | 【制作局】 | 【制作局】 | 【制作局】 | 【制作局】 | 【制作局】 | 【制作局】 |
| 宮城県     | 仙台放送（OX）      | フジテレビ系列 | 月曜 23:50 - 翌0:50（火曜深夜） | 2023年1月2日 | 同時ネット |            |            |            |            |            |            |            |
| 長野県     | 長野放送（NBS）     | フジテレビ系列 | 月曜 23:50 - 翌0:50（火曜深夜） | 2023年1月2日 | 同時ネット |            |            |            |            |            |            |            |
| 富山県     | 富山テレビ（BBT）   | フジテレビ系列 | 月曜 23:50 - 翌0:50（火曜深夜） | 2023年1月2日 | 同時ネット |            |            |            |            |            |            |            |
| 福井県     | 福井テレビ（ftb）   | フジテレビ系列 | 月曜 23:50 - 翌0:50（火曜深夜） | 2023年1月2日 | 同時ネット |            |            |            |            |            |            |            |
| 岡山県     | 岡山放送（OHK）     | フジテレビ系列 | 月曜 23:50 - 翌0:50（火曜深夜） | 2023年1月2日 | 同時ネット |            |            |            |            |            |            |            |
| 広島県     | テレビ新広島（TSS） | フジテレビ系列 | 月曜 23:50 - 翌0:50（火曜深夜） | 2023年1月2日 | 同時ネット |            |            |            |            |            |            |            |
| 福岡県     | テレビ西日本（TNC） | フジテレビ系列 | 月曜 23:50 - 翌0:50（火曜深夜） | 2023年1月2日 | 同時ネット |            |            |            |            |            |            |            |